# Ruth Schob-Lipka
Ruth Schob-Lipka (* 31. März 1928 in Leipzig; † 7. März 2011) war eine deutsche Opernsängerin (Mezzosopran).

## Leben
Ruth Schob-Lipka studierte in Leipzig bei E. Schneider Gesang. Ihr Debüt erfolgte 1952 in der Sopranrolle der Marta in Eugen d’Alberts Musikdrama Tiefland im Theater Döbeln. Hier blieb sie auch die folgenden beiden Jahre, um dann von 1954 bis 1958 nach Eisenach, anschließend bis 1962 nach Halle sowie schließlich zu Walter Felsenstein an dessen Komische Oper Berlin zu wechseln. Hier zeichnete sie sich nicht nur als Sängerin aus, sondern auch mittels ihrer besonderen Bühnenpräsenz.
Gleich im ersten Jahr ihres Engagements war sie – als Partnerin von Werner Enders (König Bobèche) und Rudolf Asmus (Popolani) – die Königin Clementine in Felsensteins Inszenierung des Ritter Blaubart, eine Rolle, die sie in den nächsten 29 Jahren in 369 Vorstellungen verkörperte. Felsenstein besetzte sie neben vielen anderen Partien auch als Marcellina in seiner letzten Inszenierung (Mozarts Figaros Hochzeit) im Jahr 1975.
Aber auch bei anderen wichtigen Regisseuren des Hauses, Joachim Herz, Götz Friedrich und Harry Kupfer, wurde sie in zahlreichen bemerkenswerten Rollen besetzt.
Mit dem Ensemble der Komischen Oper führten Gastspiele sie in zahlreiche Städte und Länder.

## Filmografie
- 1965: Das schlaue Füchslein (Studioaufzeichnung)
- 1973: Ritter Blaubart (Studioaufzeichnung)
- 1976: Die Hochzeit des Figaro (Theateraufzeichnung)

## Schallplatten
- Schob-Lipka ist in einer ganzen Reihe von Opern- und Operetten-Einspielungen bei Eterna zu hören.